# Leonardo Tornabuoni

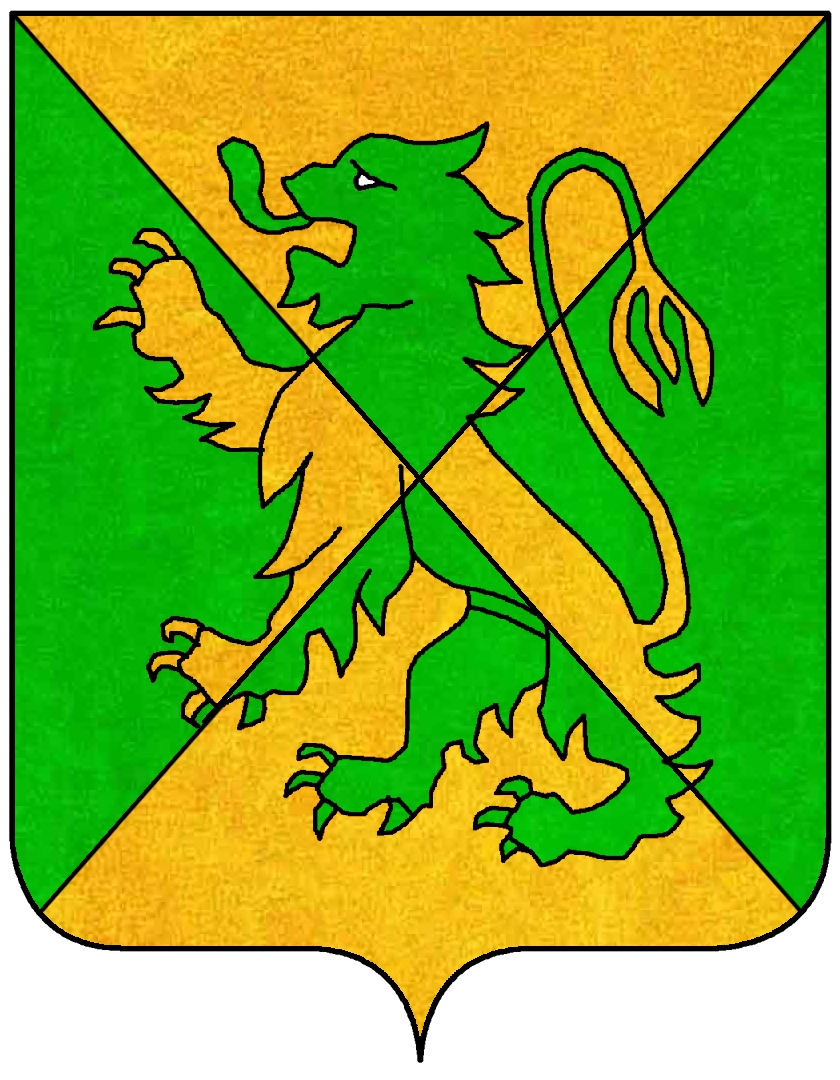
Stemma dei Tornabuoni

Leonardo Tornabuoni (Firenze, 29 settembre 1492 – Roma, 1540) è stato un vescovo cattolico italiano.

## Biografia
Era figlio di Lorenzo Tornabuoni, una famiglia, dell'aristocrazia cittadina legata ai Medici, e della sua seconda moglie Ginevra Gianfigliazzi. Fu avviato alla carriera ecclesiastica all'ombra del papa mediceo Leone X.

### Vescovo di Sansepolcro
Cubiculario papale, il 1º ottobre 1520 papa Leone X gli riconosce il diritto di successione a Galeotto Graziani quale vescovo di Sansepolcro.
Il 15 aprile 1522 il Graziani muore durante un'epidemia di peste e il giorno seguente i Magnifici Conservatori, appresa la notizia, concordemente eleggono otto cittadini per la consegna del vescovado a monsignor Leonardo Tornabuoni. Il 14 gennaio 1524, con un ritardo probabilmente dovuto al persistere dell'epidemia di peste, entra in diocesi. Con lui si apre la "dinastia episcopale" dei Tornabuoni a Sansepolcro, sulla cui cattedra si avvicenderanno quattro esponenti di questa famiglia dal 1522 al 1598.
La diocesi di Sansepolcro è di recente istituzione (1520), per cui il Tornabuoni si accinge subito a creare le istituzioni di governo della circoscrizione ecclesiastica. Nel 1524 indice il primo sinodo diocesano, presieduto dal vicario generale, il dottore Donato Bocchi da Firenze; nel 1525 esegue la prima visita pastorale. Nello stesso anno accoglie papa Clemente VII di passaggio per la città e lo ospita nell'episcopio. Nel 1538, essendo la città dilaniata dalle lotte armate tra fazioni, promuove una vasta opera di pacificazione, affidata al frate cappuccino Giuseppe da Fermo. Inoltre, sempre nel 1538 attua una riorganizzazione delle undici confraternite cittadine, assegnando a ciascuno uno specifico compito caritativo o devozionale.

### Vescovo di Ajaccio
Il 24 marzo 1539 papa Paolo III lo trasferisce alla sede di Ajaccio, in Corsica. Muore a Roma nel 1540, poco dopo aver fatto testamento nel mese di settembre.
Il figlio illegittimo, Leonetto, nel 1542 vende Palazzo Tornabuoni a Lorenzo di Piero Ridolfi e si trasferisce in Francia per mettersi al servizio di Caterina de' Medici.